# Wieckenberg

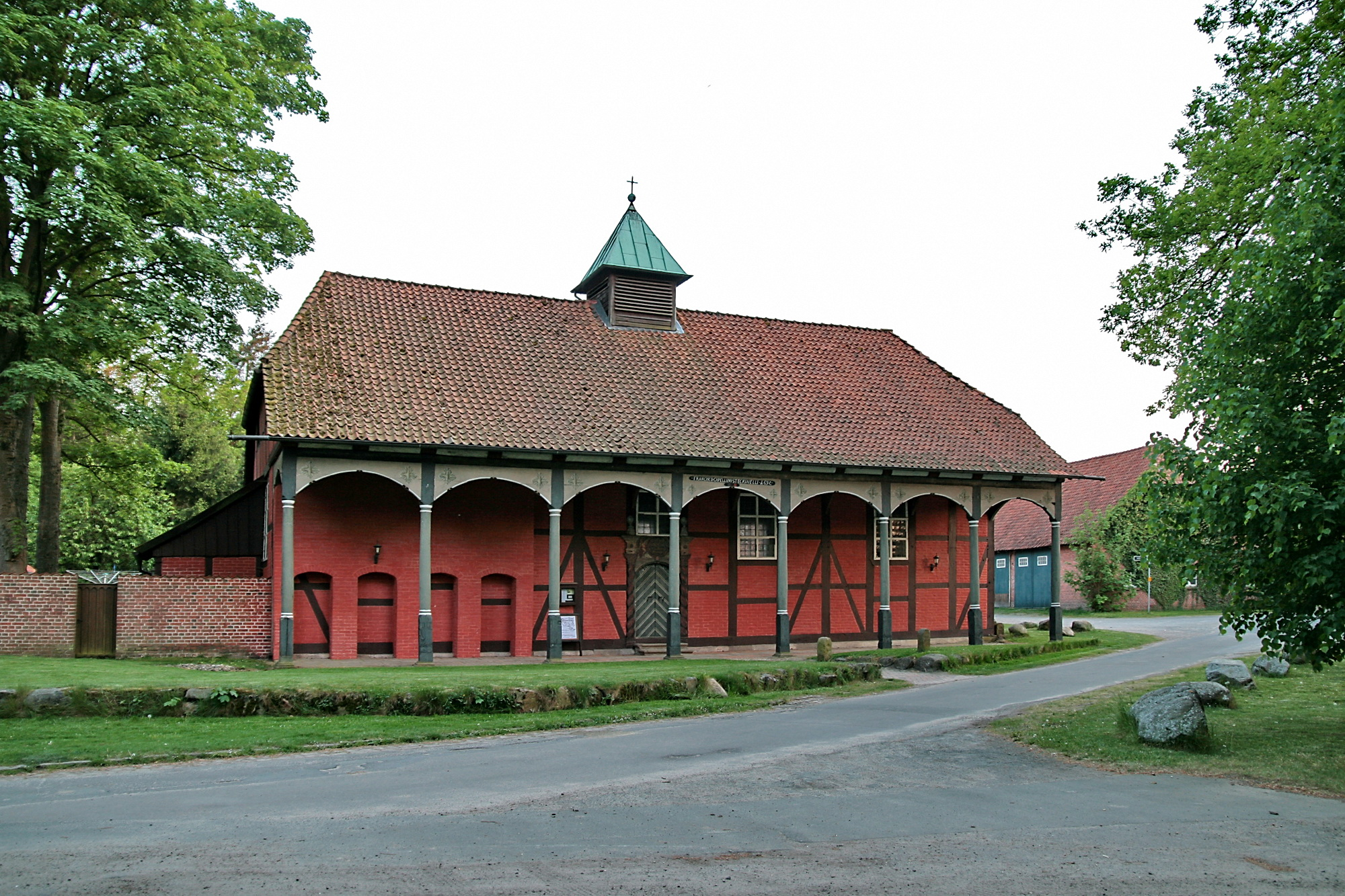
Stechinelli-Kapelle von 1692 in Wieckenberg

Wieckenberg ist ein Ortsteil der Gemeinde Wietze im niedersächsischen Landkreis Celle. Der Ortsteil hatte im Jahr 2000 1084 Einwohner.

## Geschichte
Bis ins 16. Jahrhundert wurde hier Raseneisenstein in Rennöfen verhüttet und in Waldschmieden verarbeitet. Eine solche Waldschmiede wurde 2007 zwei Kilometer südlich rekonstruiert.
1677 erwarb Francesco Maria Capellini, genannt Stechinelli, der General-Erbpostmeister des Herzogs Georg Wilhelm von Celle, das adelige Gut in Wieckenberg. 1692 ließ er nach seinen Entwürfen eine Barockkapelle, die Stechinelli-Kapelle, errichten, von außen eher schlicht im Fachwerkstil. 1699 wurde die Kapelle als evangelische Kirche eingeweiht. Später erwarb Ludewig Friedrich von Beulwitz das Gut. Gegenüber der Kapelle liegt ein Reiterhof.

## Politik
Der Ortsrat, der Wieckenberg vertritt, setzt sich aus neun Mitgliedern zusammen. Die Ratsmitglieder werden durch eine Kommunalwahl für jeweils fünf Jahre gewählt.
Bei der Kommunalwahl 2021 ergab sich folgende Sitzverteilung:
| Ortsrat 2021Insgesamt 9 Sitze - SPD: 1 - Grüne: 1 - WG Wieckenberg: 6 - WG Wieckenberger: 1 |